# Красногорский район (Сахалинская область)
Красногорский район — административно-территориальная единица Сахалинской области РСФСР, существовавший с 7 января 1950 по 17 мая 1962 года.

## Административно-территориальное устройство
Административный центр района — город Красногорск. 
Районному центру непосредственно подчинялись посёлки городского типа Парусный, Северный, Лопатино. 
В состав района также входили два сельских совета - Айнский и Белинский сельские советы.
В составе Айнского сельского совета были - центр посёлок Айнский, село Староайнское и посёлок лесозаготовителей Дальний.
В состав Белинского сельского совета входили - центр село Белинское, село Заречное , рыболовецкий колхоз в селе Каменушка.
Всего в состав района входили населённые пункты: один город — Красногорск; 5 посёлков — Айнский, Дальний, пгт. Лопатино, Парусный, Северный; и 4 сёла — Белинское, Заречное , Каменушка, Староайнское.

## География
На севере район граничил с Углегорским районом, на западе граничил с Макаровским районом и на юге с Томаринским районом Сахалинской области.
От вершины горы Арсеньева граница Красногорского района, по смежеству с Углегорским районом, идёт на запад по водоразделу рек Вязьма и Киевка и проходит через вершины гор Васильковая, Читинская, Киевка; далее по водоразделу рек Стародинская и Углегорка через высоту с отметкой 232,2 м, перевал Озадачливый, вершину горы Лукачевка до вершины горы Острец.
От вершины горы Острец граница идёт на запад по водоразделу и проходит через вершины гор Дозор, Пароль; далее по Приморской цепи через вершины гор Ладья, Правды, вершины гор Ламанон: Двугорбая, Крутая; далее идет на юг и проходит через вершины гор Светлая, Лепешинская на Советском хребте, Томская, Дергач; далее по водоразделу рек Тихая и Угловка до высоты с отметкой 53,1 м и от неё по прямой на запад 400 м до берега Татарского пролива.
От вершины горы Арсеньева, по смежеству с Макаровским районом, граница Красногорского района идёт на юг по Камышовому хребту и проходит через вершину горы Афанасьевка, высоту с отметкой 814,9 м, вершины гор Юла, Тоска, высоты с отметками 650,2, 601,5 и 710,2 м, вершины гор Гордая, Хмара, Кировская, Стародуб, Вечная, Васильковая, Холодная, Штернберга, Камышевская, Дубровка, Сызрань, Черкесовка, Разина, Болотникова, Славянская, Магний, Тихая, Дятловка до высоты с отметкой 180,4 м (находится южнее вершины горы Дятловка по хребту на расстоянии 1250 м). Эта высота является пунктом смежеств Макаровского района, Красногорского района, Томаринского района и Долинского района.

## Климат
На климат Красногорского района оказывает влияние северная часть теплого Цусимского течения и большое количество озёр, самое крупное Аинское, и рек вокруг села. 
В отличие от находящегося в 70 км севернее города Углегорска, море в Красногорске не замерзает, только в сильные морозы и после снегопадов покрывается шугой на небольшое расстояние от берега. 
Летом вода в море прогревается к десятым числам июля. 
Зима снежная, первый снег выпадает в октябре и сходит в апреле, лед на реках с ноября по март, на озёрах с ноября по конец апреля. 
Весна поздняя и туманная.

## Геология и природные ресурсы
Залежи угля категории А+В+С. Оцениваются в объёмах 69,9 млн тонн

## Флора и фауна
На территории района гнездятся: орлан-белохвост, лебедь, утка мандаринка, ворон, воробей и другие птицы, в целях охраны птиц на озере Аинское создан Красногорский заказник.
Рыба: таймень сахалинский, мелкочешуйная краснопёрка-угай, крупночешуйная краснопёрка-угай, сима, горбуша, кета, кунджа, сельдь, мойва (местное название — уёк), мальма, малоротая корюшка. В озере Аинское нерестится рыба-лапша.
Звери: сахалинский бурый медведь, лисица, мышь-полёвка и др.

## История
Красногорский (промышленный) район был организован на территории юго-западной части острова Сахалин, присоединённого к СССР по результатам Советско-японской войны. Центром района стал город Красногорск (до сентября 1945 года — Тиннай, с сентября 1945 год до 18 ноября 1947 год — Чиннай). 
17 мая 1962 года Красногорский район был упразднён, а его территория передана в Томаринский район.